# Хартлауб, Густав Фридрих
Густав Фридрих Хартлауб (нем. Gustav Friedrich Hartlaub; 12 марта 1884, Бремен — 30 апреля 1963, Гейдельберг) — немецкий историк искусства. Директор Мангеймского кунстхалле (1923—1933); автор термина «новая вещественность».

## Биография
Родился 12 марта 1884 года в Бремене; происходил из семьи торговцев. Окончил гимназию в Бремене; затем в 1904—1910 годах изучал историю искусства во Фрайбурге, Мюнхене (у Бертольда Риля), Вене (у Франца Викхоффа), Берлине (у Генриха Вёльфлина) и Гёттингене (у Роберта Фишера). В 1910 году защитил в Гёттингенском университете, под руководством Фишера, диссертацию на тему «Сиена в эпоху кватроченто».
С 1910 по 1913 год работал ассистентом в Бременском кунстхалле; с 1913 года — куратором Мангеймского кунстхалле (по приглашению тогдашнего директора Фрица Вихерта). В период Первой мировой войны, с 1914 по 1919 год, занимал должность заместителя директора. В 1923 году был назначен директором и в этом качестве уделял особое внимание современному искусству, сформировав одну из лучших в Германии коллекций немецкого экспрессионизма и французского фовизма.
В период руководства Мангеймским кунстхалле Хартлауб организовал десятки выставок современного искусства, благодаря чему музей приобрёл репутацию крупнейшего выставочного центра Германии. Самой известной стала выставка «Новая вещественность. Немецкая живопись после экспрессионизма»: открытая 14 января 1925 года в Мангейме, она прошла затем в ряде других немецких городов. Название выставки стало нарицательным и поныне используется для обозначения одного из направлений в искусстве Германии 1920-х — 1930-х годов.
20 марта 1933 года Хартлауб был уволен с должности: его работа была признана несоответствующей культурной политике национал-социалистической партии Германии. Когда в 1933 году в Мангейме прошла первая из так называемых «выставок позора» (Schandeausstellungen), фотографический портрет Хартлауба несли по улицам рядом с приобретённым им для музея «Раввином» Шагала (ныне в Художественном музее Базеля).
С 1933 по 1945 год занимался независимой научной деятельностью, сотрудничал в качестве журналиста с Frankfurter Zeitung. С 1946 года преподавал историю искусства в Гейдельбергском университете; с 1949 года — почётный профессор.
Густав Фридрих Хартлауб — автор более 30 книг по искусству. В круг его интересов входили искусство итальянского и немецкого Возрождения, французского импрессионизма и постимпрессионизма, символизма, современных ему немецких художников и пр.
Был дважды женат; дети — Феликс Хартлауб (1913—1945) и Геновефа Хартлауб (1915—2007) — известны как литераторы.